# Zöldike
A Zöldike keresztnévről itt, a Zöldike (Coeloglossum viride) védett növényről itt, a népnyelven szintén zöldikének nevezett csokrosindáról itt olvashatsz.
A zöldike (Chloris chloris) a madarak osztályának a verébalakúak (Passeriformes) rendjébe és a pintyfélék (Fringillidae) családjába tartozó faj.

## Rendszerezése
A fajt Carl von Linné svéd természettudós le 1758-ban, a Loxia nembe Loxia chloris néven. Sorolták a Carduelis nembe Carduelis chloris néven is. Neve beszélő név, zöldes tollazatáról kapta.

## Alfajai
- Chloris chloris harrisoni (Clancey, 1940) - a Brit-sziget (kivéve Skócia északi részét) és az Ír-sziget
- Chloris chloris chloris (Linnaeus, 1758) – Skócia északi része, valamint Európa nagy része, köztük a Kárpát-medence is keletre egészen Szibéria nyugati részéig
- Chloris chloris muehlei (Parrot, 1905) - Szerbia, Montenegró, Észak-Macedónia, Bulgária, Albánia és Görögország
- Chloris chloris aurantiiventris (Cabanis, 1851) – Spanyolország déli része, dél-Franciaország, Olaszország, Szlovénia és Horvátország; nagyobb és élénkebb színű
- Chloris chloris madaraszi (Tschusi, 1911) - Korzika és Szardínia
- Chloris chloris vanmarli (Voous, 1952) - Spanyolország északnyugati része, Portugália és Marokkó északnyugati része
- Chloris chloris voousi (Roselaar, 1993) - Marokkó part menti része és Algéria északi része
- Chloris chloris chlorotica (Bonaparte, 1850) – Törökország délkeleti része, a Közel-Kelet országai és Egyiptom északkeleti része; halványabb, sárgás
- Chloris chloris bilkevitchi (Zarudny, 1911) - Ukrajna déli része, a Kaukázus vidéke, Törökország északkeleti része, észak-Irán és délnyugat-Türkmenisztán
- Chloris chloris turkestanica (Zarudny, 1907) – dél-Kazahsztán, Kirgizisztán és Tádzsikisztán; erőteljesen szürkés

## Előfordulása
A hideg, északi részeket kivéve, egész Európában elterjedt madárfaj, az Ibériai-félszigettől, valamint Írországtól kezdve, Finnországon, Oroszországon, Olaszországon, Görögországon át, egészen Törökországig, valamint Ázsiában Szíriától és Szaúd-Arábiától kezdve egészen Tádzsikisztánig és Afganisztánig megtalálható, míg Észak-Afrikában Marokkótól kezdve, Tunézián át egészen Egyiptomig fészkel. Életmódja elsősorban fákhoz köti, de nem csak erdőkben találkozhatunk vele. Az ember közelségét is jól viseli. Kóborló egyedei a Feröer-szigeteken, valamint Izlandon is felbukkanhatnak.
Betelepítették az Azori-szigetek, Ausztrália, Új-Zéland, Uruguay és Argentína területére. Sikertelenül próbálták meghonosítani az Egyesült Államok és Szent Ilona területén.

## Kárpát-medencei előfordulása
Egész Magyarországon gyakori, rendszeres fészkelő. Stabil állománya, mely becslések szerint 525–639 000 párt foglal magában, ami a téli hónapokban a hazánkban nálunk telelő állomány nagysága miatt jelentős mértékben megemelkedik.
Hazánkban 1951 óta 210 604 példányt gyűrűztek meg, melyből 1039 fióka volt. Mindezen madarak közül helyben (a gyűrűzés helyszínének 5 kilométeres körzetében) 11 576 egyed, Magyarország további részein 389 példány, külföldön 130 madár került elő. A legtávolabb előkerült madár Törökország területén akadt kézre. Az előkerült meggyűrűzött madarak közül a legidősebb egyed 7 év 10 hónapos volt. A hazánkban meggyűrűzött egyedek főleg Szlovákia, Lengyelország, Csehország, Horvátország, Szerbia, Olaszország, Bulgária, valamint Görögország területéről kerültek elő.
A külföldön meggyűrűzött zöldikék főleg Szlovákiából, Csehországból, Lengyelországból, Horvátországból, Olaszországból érkeztek hazánk területére.

## Megjelenése
Testhossza 15 centiméter, szárnyfesztávolsága 24–28 centiméter, testtömege 80–100 gramm. A magevőkre jellemző kúpos csőre halvány hússzínű. A kifejlett hím színe élénkzöld (erről kapta nevét is), a tojó színe tompább, szürkébb. Mindkét nemre jellemző az élénksárga szárnytükör és faroktő.
|  |

## Életmódja
Erős csőrével a fák és növények magvait fogyasztja, mezőgazdasági területeken károkat okozhat – igaz, a hernyókat és ormányosbogarakat pusztítja. Állandó fajnak számít, bár telente alkalomadtán kóborol, amikor is gyakran megfigyelhető madáretetők közelében. Északabbi élőhelyeiről Magyarországra is vándorolnak egyedei a hidegebb időjárás elől. Táplálékát gyomok magvai, valamint olajos magvak alkotják. Fiókáit hernyókkal, ormányosbogarakkal eteti. Hangadása változatos, repülés közben pergő „tyü-tyü-tyü”, a költési időszakban pedig a madarászok által „zsírozás”-nak nevezett „dzöíí”.
Kedveli a fenyveseket, de vegyes faállományú erdőkben is fészkel, illetve ligetekben, kertekben, parkokban is megtalálható. A hegyvidéki területeket nem részesíti előnyben.

## Szaporodása
A zöldike különféle erdőkben és az emberi tevékenység fás területein (parkok, temetők, kertek) fészkel magányosan vagy csoportokban. Fák törzséhez közel építi meg gallyakból, gyökérdarabokból, gyökérszálakból álló fészkét, melyet fűszálakkal, valamint mohákkal sző át és tollpihékkel bélel.
A tojó által lerakott 5–6 tojásból 13–14 nap költés után kelnek ki a fiókák, akik 11–14 nap múlva bekövetkező kirepülésükig fészeklakók. A tojásokon csak a tojó kotlik, miközben a hím táplálja és védelmezi a fészek környékét. A szülők évente rendszerint két fészekaljat nevelnek fel, melyek közül az elsőt április-május során, míg a másodikat a június-júliusi időszakban.
|  |  |

|bélyegkép|190px

## Védettsége
A széles körben elterjedt faj a Természetvédelmi Világszövetség értékelése szerint jó kilátásokkal rendelkezik. Élőhelye mintegy 23 300 000 km² kiterjedésű, míg teljes európai felnőtt populációjának egyedszáma a 43 200 000 és a 66 100 000 közé tehető. Ezek közül mintegy 21 600 000 és 33 100 000 közé tehető a párok létszáma. Globális egyedszáma 48 000 000 és 74 000 000 közé tehető. Az európai állomány, de a világon élő zöldike állomány is összességében stabilnak mondható, ezért a Természetvédelmi Világszövetség a nem fenyegetett fajok közé sorolja. A zöldike Magyarországon védettséget élvez, természetvédelmi értéke 25 000 forint.